# Martha van Ophemert-Schwenke
Martha Louise Amalie (Martha) van Ophemert-Schwenke (Stettin, 9 oktober 1850 – Koblenz, 27 februari 1909) was een Duits/Nederlands mezzosopraan en/of alt. Ook haar dochter Rosina van Dyck was zangeres.

## Martha Schwenke
Zij werd in Szczecin (huidige spelling) geboren binnen een gezin van een pianostemmer. Ze maakte een tijd lang deel uit van de Hoogduitsche Opera te Rotterdam en Hollandsche Opera/Nederlandsche Opera van Johannes George de Groot in de Stadsschouwburg in Amsterdam. Na het overlijden van haar man, trok ze richting haar geboorteplaats om er enige tijd deel uit te maken van het hoftheater. In 1903/1904 was zij nog een keer in Rotterdam te bewonderen in Fidelio de enige opera van Ludwig van Beethoven. Op latere leeftijd ruilde zij het podium in voor een docentenfunctie te Koblenz.
Jan Morks droeg zijn Wiegelied uit 1905 op aan haar.
Enkele uitvoeringen:
- 17 april 1879: Hoogduitsche opera o.l.v. Carl Pfläging; Euryanthe, opera van Carl Maria von Weber
- 5 februari 1880; Rotterdam, Sociëteit Harmonie
- 3 september 1887: Amsterdam: Giuseppe Verdi Il Trovatore, zij zong de rol van Leonora; andere zangers waren onder meer Désiré Pauwels en Jos Orelio
- 24 juni 1890: zaal Tivoli, Den Helder, met opera-aria’s[3]
- 18 augustus 1892: Amsterdam, Concertgebouw (in de tuin, bij slecht weer in de zaal; dirigent Willem Stumpff)
- mei 1903: Amsterdam, Paleis voor Volksvlijt, benefietconcert voor het orkest van het  Lyrisch Tooneel met operafragmenten

## Familie
Zij trouwde op 20 september 1877 met de 23-jarige Rotterdamse handelaar in hout Hendrik van Ophemert (Rotterdam, 22-08-1854-).
Uit het huwelijk werden geboren:
- Rosina Elisabeth van Ophemert (Rotterdam, 13 januari 1879-)[5], zij trouwde in Amsterdam op 7 februari 1903 met de musicus Richard Hageman, een zoon van Maurits Leonard Hageman en van Hester Francisca Antonia Westerhoven.
- Nicolaas van Ophemert (Rotterdam, 23 februari 1881-)
- Carl Hendrik van Ophemert (Rotterdam, 8 oktober 1882-) was tijdens de Eerste Wereldoorlog in dienst bij het Pruisische leger.
- Hendrik van Ophemert (Rotterdam, 1 december 1885-Braunlage, 2 februari 1952)[6] beeldhouwer[7] te Dresden. Hij trouwde met Anna Josefine Gabriele Wiedemann. Als sportvisser werd hij de uitvinder van het kunstaas met fel gekleurde ogen[8].

Het gezin verhuisde in 1886 van Rotterdam naar Amsterdam en in 1894 naar Den Helder.

## Rosina van Dyck
Haar dochter Rosina Elisabeth van Ophemert, ook zangeres, was de eerste vrouw van musicus Richard Hageman en werd bekend onder de artiestennamen Rosina van Hageman-van Ophemert en Rosina van Dyck Dat echtpaar bleef waarschijnlijk kinderloos en het liep in 1916/1917 uit op een vechtscheiding, waarbij zij dreigde hem om te brengen als hij niet voldoende alimentatie betaalde. Na die scheiding is niets meer van haar vernomen anders dan dat zij zangles gaf. Zelf kreeg ze waarschijnlijk les van Selma Kempner, een befaamd zanglerares uit Berlijn. De stem van Rosina is bewaard gebleven via plaatopnamen.